# بليدا (شهادة)
بليدا ، أو بالايطالية: (Progetto Lingua Italiana Dante Alighieri) (دبلومة مجتمع Dante Alighieri) ، هي شهادات لغة تصدرها مركز دانتي أليجييري تدل على إجادة صاحب اللغة الإيطالية كلغة أجنبية . لا يمكن الحصول على الدبلومات إلا بعد اجتياز اختبار اللغة الموحد. فرع روما لجمعية دانتي أليغييري هو المركز الرسمي للامتحان لإصدار شهادة بليدا. 

## الاعتراف بالشهادة
شهادة بليدا معترف بها رسمياً من قبل وزارة الشؤون الخارجية ووزارة العمل والرفاه ووزارة التعليم والجامعة والبحث في إيطاليا. 
وفقًا لقرار وزارة الداخلية الصادر في 4 يونيو 2010 ، يجب أن يكون أي أجنبي قادرًا على إظهار الكفاءة في اللغة الإيطالية، إذا كانوا يرغبون في الحصول على تصريح إقامة طويلة الأجل. يمكن إعفاء حاملي شهادة A2 بليدا من الاختبار الذي أجرته المحافظات . 
من خلال الشهادة (المستوى B2 أو C1 ، اعتمادًا على الجامعة والموضوع) ، يمكن تسجيل الطلاب في الجامعات أو المدارس دون الحصول على امتحانات اللغة الإيطالية الإلزامية. 

## اختبار
جمعية دانتي أليغيري هي الجهة المنظمة لاختبارات بليدا ، بموافقة أكاديمية من جامعة سابينزا في روما . تم تصميم اختبار الشهادة على مبادئ النهج التواصلي، استنادًا إلى مهام الحياة الواقعية، وذلك لاختبار القدرة في أربعة مجالات: الاستماع والقراءة والكتابة والتحدث.  يستمر الاختبار لمدة لا تقل عن 100 دقيقة إلى 190 دقيقة كحد أقصى، اعتمادًا على المستوى.
هناك اختبارات لستة مستويات، من A1 إلى C2 ، تم تحديدها وفقًا للمستويات في الإطار المرجعي الأوروبي المشترك للغات .  

## حسب البلد

### أفريقيا

#### جنوب أفريقيا
- جمعية دانتي أليغيري في جوهانسبرغ
- دانتي أليغي المجتمع في كيب تاون

### أوروبا

#### بولندا
- دانتي أليغي المجتمع في كاتوفيتشي
- دانتي أليغي المجتمع في فروتسواف

#### سويسرا
- جمعية دانتي أليغيري في زيورخ

### أمريكا الشمالية

#### الولايات المتحدة الأمريكية
- دانتي أليغي جمعية واشنطن - سياتل
- دانتي أليغي جمعية ماساتشوستس